# شاروين بوكفاند
 شاروين بوكفاند (بالإنجليزية: Charoen Pokphand)  هو تكتل تايلاندي مقره في بانكوك. وهي أكبر شركة خاصة في تايلاند وواحدة من أكبر التكتلات في العالم. تصف الشركة نفسها بأن لديها ثمانية خطوط أعمال  تغطي 13 مجموعة أعمال. اعتبارًا من 2020 لدى المجموعة استثمارات في 21 دولة.

## روابط خارجية
- موقع الشركة الألكتروني